# Françoise Thinat
Françoise Thinat, née en 1934 à Gien (Loiret), est une pianiste classique française.
Elle préside le Concours international de piano d'Orléans qu'elle fonda en 1989 et enseigne à l'École normale de musique de Paris.

## Biographie

### Parcours
Premier prix d'interprétation dans les classes d'Yvonne Lefébure et de Germaine Mounier au Conservatoire de Paris, Françoise Thinat a également suivi les cours d'interprétation de Marguerite Long, Georges Tzipine, Louis Fourestier et Guido Agosti à Sienne. Elle s'est produite en concert en Europe, aux États-Unis, au Canada, au Japon, en Corée, et a donné des cours d’interprétation à l’étranger.
Françoise Thinat est la fondatrice du concours international de piano d’Orléans depuis 1994. Ce concours bisannuel à la renommée internationale met en valeur le patrimoine pianistique du XXe siècle jusqu'à nos jours. Soutenu par de nombreux mécènes et des associations culturelles, il a permis de révéler de jeunes artistes. Depuis plusieurs décennies, elle dirige aussi la série de concerts intitulée Matinées de piano et données à l’institut d'Orléans.
Parmi ses nombreuses activités pédagogiques, citons sa participation à l'écriture de 10 ans avec le piano (Cité de la musique);  Françoise Thinat est également l'initiatrice ou l'inspiratrice de plusieurs événements musicaux : le stage de piano Déodat de Séverac à Saint-Félix-Lauragais, le stage de piano juillet à Orléans, le festival de violoncelle août en Orléans.
Elle a enseigné au conservatoire de Toulouse, au conservatoire d'Orléans et est actuellement professeur à l’école normale de musique de Paris.
Françoise Thinat est membre de plusieurs jurys nationaux et internationaux.

### Vie privée
Elle est la fille de René Thinat, maire d'Orléans de 1971 à 1978.

## Enregistrements
Françoise Thinat a enregistré pour le label Arion :
- Guy Ropartz : ouverture, variations et final ; musique au jardin ; nocturne ;
- Claude Debussy : la Mer, Iberia, gigues, rondes de printemps, en duo avec Jacques Bernier ;
- Paul Dukas : grande sonate, en mi bémol mineur ;
- Robert Schumann : album à la jeunesse ;
- Edvard Grieg : album La Norvège d'Edvard Grieg.

Autres labels :
- Déodat de Séverac : Cerdaña, en Languedoc, Les Naïades et le Faune Indiscret (réédité en 2014 chez Tessitures - Satine)[3].

## Prix
Françoise Thinat a obtenu plusieurs prix :
- Premier grand prix Maria Canals à Barcelone ;
- Premier grand prix de l'académie Marguerite Long ;
- Lauréate des concours Marguerite Long et concours de Genève.
- A reçu le prix de l’enseignement musical offert par les éditeurs de musique français
- Officière de l'ordre des Arts et des Lettres, promotion janvier 2016[4].